# 京の手しごと工芸品
京の手しごと工芸品（きょうのてしごとこうげいひん）とは、「伝統的工芸品産業の振興に関する法律」の産地規模要件を満たさないため，同法の指定を受けることのできない小規模産地の業種を「京の手しごと工芸品」として京都市長が推奨することにより，振興のための支援を行うことを目的とする伝統工芸品である。

## 要件
- 製造過程の主要部分が手工業的であること
- 伝統的な技術又は技法による製造であること
- 業種が京都市内でごく少数であること

## 種類
現在下記の32種が指定されている。
額看板、菓子木型、かつら、金網細工、唐紙、かるた、きせる、京瓦、京こま、京真田紐、京足袋、京つげぐし、京葛籠、京丸うちわ、京弓、京和傘、截金、嵯峨面、尺八、三味線、調べ緒、茶筒、提燈、念珠玉、能面、花かんざし、帆布製カバン、伏見人形、邦楽器絃、矢、結納飾、水引工芸、和蝋燭